# Juan Navarro de la Garza
Juan Navarro de la Garza, (Reino de Navarra, España, 1507 - Reino de Nueva España, México, 1575) fue un noble y militar español. Participó en la Conquista de México acompañando a Hernán Cortés. Recibió las encomiendasde Huautla, Sierra Mazateca y la Cañada, cerca de la capital mexicana.

## Biografía
De familia noble con orígenes sefardíes en Portugal. Su tatarabuelo Moses Navarro de Santarem, fue médico personal del rey Pedro I y su (tesorero y receptor general de impuestos), sirviendo durante casi 30 años como rabino jefe de Portugal. El rey Pedro otorgó a Moisés Ibn Yahya y a su esposa, Salva, el derecho de adoptar el apellido Navarro y de dejarlo a sus descendientes.
Juan Navarro viajó a Santo Domingo en 1514. Estuvo en Cuba en 1519 y luego pasó a México con Narváez con quien se unió a Hernán Cortés en la conquista de México.